# Pigno
Pigno (U Pignu in dialetto catanese) è un quartiere della città di Catania facente parte della VI Circoscrizione (San Giorgio Librino - San Giuseppe La Rena Zia Lisa Villaggio Sant'Agata). 

## Origine del toponimo
Il toponimo Pigno deriva dalla presenza nella zona su cui sorge l'odierno quartiere, fino alla fine degli anni Cinquanta del XX secolo, di numerosi alberi di pino.

## Geografia
Il quartiere Pigno è situato nella parte meridionale dell'abitato di Catania. Confina a nord con il quartiere Librino, a nordest con il quartiere Gelso Bianco, a sud e ad ovest con Bicocca, ad est con Fontanarossa.
Attraversato dalla Via Gelso Bianco, che collega Zia Lisa alla Zona industriale di Catania, il suo abitato è caratterizzato da strade piccole in larghezza e lunghezza, e di queste la più importante è la Via degli Agrumi.

## Storia
Lo sviluppo del quartiere avvenne su un vasto vigneto situato all'estrema periferia meridionale della città di Catania di proprietà della famiglia Pulvirenti, nel 1958, i cui eredi vendettero le diverse porzioni del loro fondo a famiglie immigrate provenienti in massima parte dalle province di Enna e di Messina, dalla Calabria e dall'Emilia-Romagna, giunte nel capoluogo etneo per motivi di lavoro, che vi edificarono così le proprie abitazioni.
Il processo di edificazione, non regolamentato e perciò abusivo, nonostante il Piano Regolatore Generale redatto da Luigi Piccinato, adottato dal Comune nel 1964, proseguì per tutto il decennio. Nonostante fosse un'area già urbanizzata, il Pigno fu individuato dal progetto dell'urbanista giapponese Kenzō Tange del 1970 come area destinata al "verde agricolo" del nascente quartiere Librino.

## Monumenti e luoghi d'interesse
Al quartiere Pigno è presente un luogo di culto cattolico, la Chiesa di San Giuseppe al Pigno, in stile moderno, edificata nel 1967 su un terreno donato cinque anni prima dal suo proprietario.

## Istruzione
Nel quartiere è presente una scuola di istruzione primaria, ed una biblioteca comunale ("Biblioteca Pigno"), ubicata in Via Gelso Bianco.

## Economia
Area agricola prima della sua edificazione, al Pigno si trova un centro commerciale, "Le Porte di Catania", inaugurato nel 2010, che sorge su un'area di 52.000 m² e dispone un ipermercato Conad e di 160 negozi.

## Società
Tra le aree economicamente più depresse della città di Catania, il Pigno presenta elevati livelli di disoccupazione, e di degrado socioculturale  e ambientale, problematica che investe tutti i quartieri della VI Circoscrizione.
Elevati sono inoltre anche i livelli di criminalità presenti tra la popolazione che vi risiede.

## Trasporti
La zona è regolarmente servita dai mezzi pubblici dell'AMT, e vi transitano gli autobus delle linee 523, 802M, 802R.